# Apertochrysa albolineatoides
Apertochrysa albolineatoides is een insect uit de familie van de gaasvliegen (Chrysopidae), die tot de orde netvleugeligen (Neuroptera) behoort. 
Apertochrysa albolineatoides is voor het eerst wetenschappelijk beschreven door Tsukaguchi in 1995.